# Lobatiriccardia
Lobatiriccardia là một chi rêu trong họ Aneuraceae.